# Loma Blanca (Chihuahua)
Loma Blanca es una localidad del estado mexicano de Chihuahua, prácticamente conurbada con Ciudad Juárez y muy cercana a la Frontera entre Estados Unidos y México, forma parte del municipio de Juárez.

## Localización y demografía
Loma Blanca se encuentra localizada al sureste de Ciudad Juárez, a una distancia aproximada de cinco kilómetros de la mancha urbana, pero que el crecimiento acelerado de la misma la ha convertido prácticamente en comunidad conurbada, se considera que forma parte del llamado Valle de Juárez junto con otras localidades como San Agustín, Barreales, Doctor Porfirio Parra, Guadalupe, Práxedis G. Guerrero y El Porvenir.
Sus coordenadas geográficas son 31°34′47″N 106°17′55″O / 31.57972, -106.29861 y a una altitud de 1 120 metros sobre el nivel del mar, su principal vía de comunicación es la carretera Federal 2 o avenida Manuel Gómez Morín que la une con Ciudad Juárez, aunque también recibe la denominación Carretera Juárez-Porvenir.
Loma Blanca fue registrada por primera ocasión como localidad en el censo de 1960, durante su historia ha recibido las denominaciones de Loma Blanca San Isidro y Lomas Blancas, desde 1995 ha sido fijado en Loma Blanca. De acuerdo a los resultados del censo de 2010 realizado por el Instituto Nacional de Estadística y Geografía la población total es de 2169 habitantes de los 1084 son hombres y 1085 son mujeres; es la tercera mayor concentración poblacional del Municipio de Juárez.

## Actualidad
El 23 de septiembre de 2013 se registró la masacre de 10 personas que festejaban el triunfo de un equipo de béisbol, perpetrada por sicarios, en un hecho que rememora otras masacres ocurridas en la región. Las investigaciones de las autoridades señalan como probable una confusión por parte de los autores de la matanza.